# Власовская (Красноборский район)
Власовская — деревня в Красноборском районе Архангельской области. Входит в состав Телеговского сельского поселения.

## География
Находится в юго-восточной части Архангельской области на расстоянии приблизительно 8 км на юго-восток по прямой от административного центра района Красноборск на левобережье реки Северная Двина на левом берегу речки Евда.

## История
В 1859 году здесь (деревня Сольвычегодского уезда Вологодской губернии) было учтено 5 дворов.

## Население
Численность населения: 45 человек (1859 год), 1 (русские 100 %) в 2002 году, 0 в 2010.